# 亨斯巴赫河
49°57′39″N 9°7′57.5″E / 49.96083°N 9.132639°E

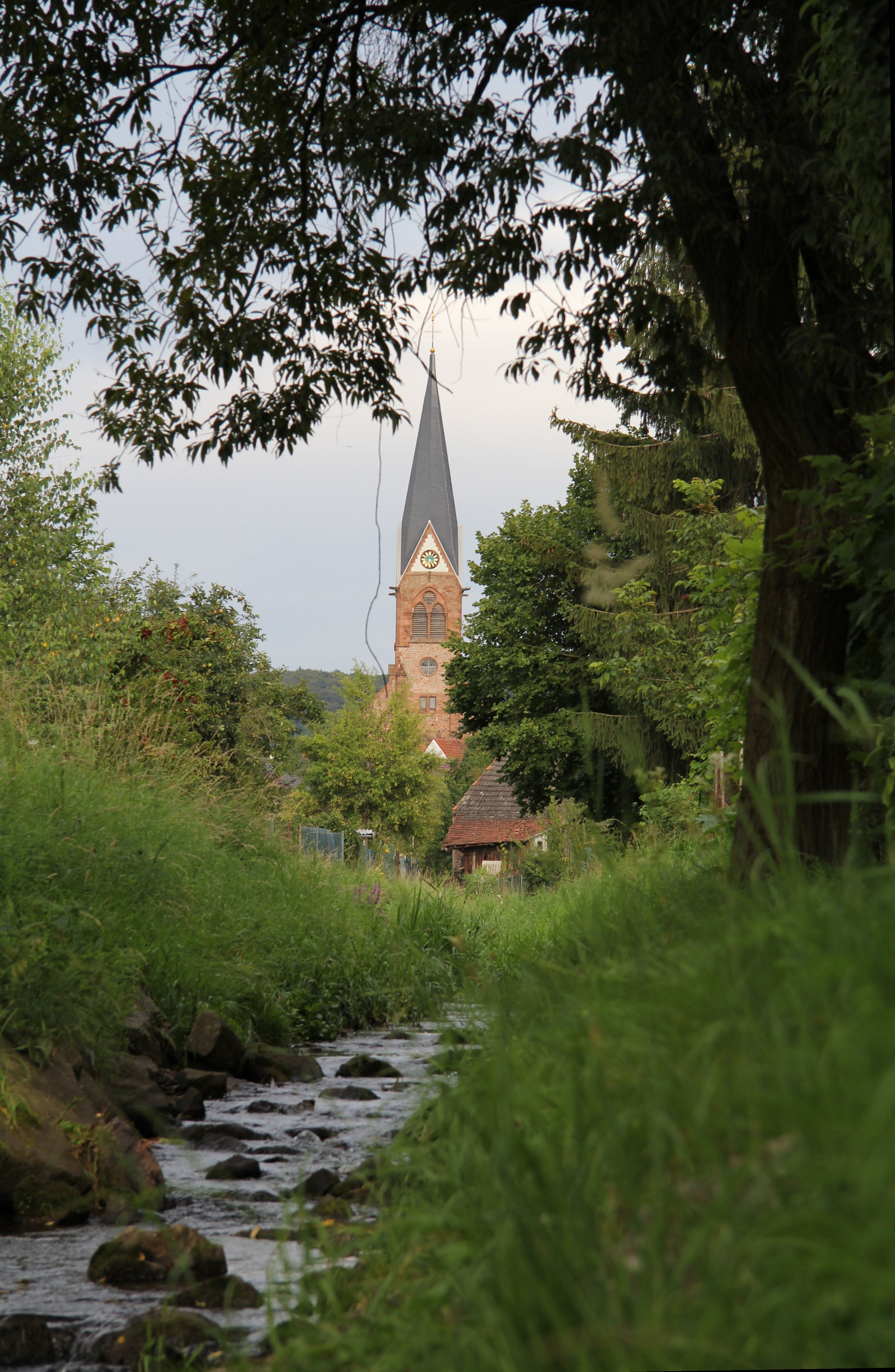

亨斯巴赫河（德語：Hensbach），是德國的河流，位於該國東南部，由巴伐利亞負責管轄，屬於美因河的右支流，河道全長8.7公里，流域面積12.8平方公里。